# Catantops melanostictus
Catantops melanostictus är en insektsart som beskrevs av Hermann Rudolph Schaum 1853. Catantops melanostictus ingår i släktet Catantops och familjen gräshoppor.

## Underarter
Arten delas in i följande underarter:
- C. m. melanostictus
- C. m. sordidus